# Mestna avtobusna linija št. 2 (Ljubljana)
Mestna avtobusna linija številka 2 Zelena jama – Nove Jarše je ena izmed izmed 33 avtobusnih linij javnega mestnega prometa v Ljubljani. Poteka v smeri vzhod - zahod - vzhod in obkroži celotno ožje mestno središče. Povezuje Nove Jarše, Moste, Bavarski dvor, kolodvor, Savsko naselje, Žale in Zeleno jamo.

## Zgodovina
Že z vzpostavitvijo tramvajskega prometa leta 1901 so le-ti vozili po nekaterih ulicah in cestah, po katerih pelje trasa današnje linije št. 2. Sprva so tramvaji vozili na odsekih Kolodvor – Magistrat in Magistrat – Vodmat (Vojna bolnica). Z razširitvijo tramvajskega omrežja leta 1937 in 1940 je proga dobila dva podaljška, in sicer štirikilometrski krak od kolodvora do Svetega Križa (Žale) in šestometrski krak od Vodmata do Most (do nekdanjega samostana karmeličank v Selu). Tako je obratovala tramvajska proga št. 2 Sv. Križ (Žale) – Ajdovščina – Moste vse do ukinitve 20. decembra 1958 ob 16.00 uri. To je hkrati zadnja oz. najdlje obratujoča tramvajska proga v Ljubljani. Na ostalih progah so tramvajski promet ukinili predtem.
Po ukinitvi tramvajskega prometa so vožnje na progi takoj prevzeli domači avtobusi znamke FAP, proga pa je bila spremenjena v krožno. Uvedeni sta bili dve izpeljanki, in sicer proga št. 4 Moste – Žale – Ajdovščina – Moste ter proga št. 2 Moste – Ajdovščina – Žale – Moste s postajališčem za izravnavo voznih časov na Pokopališki ulici, južno od železniškega prehoda. V centru so avtobusi vozili v obe smeri po Čopovi ulici.
Ker so avtobusi po novem vozili po celotni Pokopališki ulici preko železniškega prehoda, kjer so bile zapornice zaradi številnih vlakov pogosto spuščene, je prihajalo na progi do stalnih zamud in odstopanj od voznega reda. Edina smiselna rešitev je bila v ukinitvi avtobusne trase preko železniškega prehoda, zato so krožno progo 10. decembra 1963 začasno ukinili. Začasno so avtobusi z Žal proti centru vozili po Šmartinski cesti do Savskega naselja, v Mostah pa so vozili krožno po Ulici Vide Pregarčeve v intervalu na tri minute. Kasneje so uredili novi obračališči; prvo na križišču Kavčičeve in Rožičeve ceste (obseg je viden še danes), v Mostah pa je bilo novo obračališče urejeno ob začetku današnje Toplarniške ulice. Tako spremenjena proga je nosila oznako št. 4 Moste – Žale – Moste. 27. aprila 1964 so promet po Čopovi ulici spremenili v enosmernega, zato so avtobusi v smeri Most začeli voziti po Wolfovi ulici.
Ko so 21. novembra 1969 namenu predali nov železniški podvoz na Kajuhovi cesti, so progo ponovno spremenili v krožno, le da je sedaj vozila po novozgrajenem odseku. Spet sta bili vzpostavljeni obe progi št. 2 in 4, ki sta vozili v enakih smereh kot pred začasno ukinitvijo. Končno postajališče za izravnavo voznega reda je bilo urejeno na Kavčičevi ulici na mestu nekdanjega obračališča. Ko so v drugi polovici 70. let Čopovo ulico zaprli za ves motorni promet, so tudi traso proti Žalam preusmerili po Wolfovi ulici.
V taki obliki so avtobusi vozili vse do 3. januarja leta 1980, ko so progo podaljšali do novozgrajene soseske Nove Jarše. Istega dne je bila ukinjena proga št. 4, nova podaljšana proga, ki ni bila več krožna, pa je dobila oznako št. 2 Moste – Nove Jarše. S Kavčičeve ulice je bilo postajališče Moste premaknjeno na Flajšmanovo ulico. Ob prometnih konicah je proga iz Novih Jarš že vozila do tovarne Rog na Letališki cesti. Zaradi vse večjega števila delavcev na Letališki cesti so razmišljali o celodnevni avtobusni povezavi tega predela s središčem mesta. Leta 1988 so progo št. 2 s postajališča Moste podaljšali po Kavčičevi ulici na Letališko cesto (proga je nosila oznako Letališka - Nove Jarše). Avtobusi so v isti vožnji dvakrat vozili po Kavčičevi ulici, zaradi česar večina potnikov ni vedela, kam avtobus sploh pelje. Težavo so skušali odpraviti s pomožnimi informativnimi tablami, ki so jih vozniki ročno menjavali ob smernih tablah. Zmeda je bila končana 1. aprila 1992, ko so uvedli novo progo št. 17 Letališka – Fužine, progo št. 2 pa so z Letališke skrajšali do nekdanjega končnega postajališča, ki so ga tedaj preimenovali v Zelena jama. Leto prej je bil obratovalni čas skrajšan do 24.00, novembra 2003 je bil spet podaljšan do 0.30, julija naslednje leto pa je vozila spet do 24.00.
Proga 2 Nove Jarše – Zelena jama je v taki obliki obratovala vse do 3. septembra 2007, ko so za ves promet zaprli ožje središče mesta. Linija št. 2 sedaj namesto mimo Stolnice, preko Tromostovja in Prešernovega trga obratuje skozi predor ter po Karlovški in Zoisovi cesti, zaradi česar se je vozni čas podaljšal za nekaj minut. 1. septembra 2009 je bila ukinjena posebna vožnja z Bavarskega dvora v smeri Nove Jarše ob 3.15, ki je potekala po redni trasi do križišča Zaloške ceste in Kajuhove ulice. Avtobus je nato nadaljeval po trasi Kajuhova ulica - Litijska cesta - Fužinska cesta - Chengdujska cesta - Zaloška cesta - Kajuhova ulica, od koder je nadaljeval po redni trasi do Novih Jarš. 28. junija 2010 je bil podaljšan obratovalni čas linije s prvim odhodom z Bavarskega dvora ob 2.50 ob delavnikih in sobotah in 3.50 ob nedeljah in praznikih, ter zadnjim ob 0.20.
Nova sprememba trase se je zgodila 22. avgusta 2012, ko je bila linija št. 2 preusmerjena preko novozgrajenega Fabianijevega mostu. 
V času razglašene epidemije so zaradi nočne omejitve gibanja začasno ukinili nočne vožnje avtobusov. Po ponovni vzpostavitvi so 26. aprila 2021 skrajšali režim obratovanja, sedaj so prvi odhod iz končnih obračališč ob 4.02 oz. 4.18, zadnji pa ponovno ob 24.00 iz centra.

## Trasa
- smer Zelena jama – Nove Jarše: Flajšmanova ulica - Šmartinska cesta - Pokopališka ulica - krožišče Žale - Savska cesta - Šmartinska cesta - Masarykova cesta - Trg OF - Slovenska cesta - Zoisova cesta - Karlovška cesta - Predor pod Gradom - Kopitarjeva ulica - Poljanska cesta - Roška cesta (Fabianijev most) - Zaloška cesta - Kajuhova ulica - Kavčičeva ulica - Pokopališka cesta - Šmartinska cesta.
- smer Nove Jarše – Zelena jama: Bratislavska cesta - servisna cesta nad hitro cesto H3 - Šmartinska cesta - Pokopališka cesta - Kavčičeva ulica - Kajuhova ulica - Zaloška cesta - Roška cesta (Fabianijev most) - Poljanska cesta - Kopitarjeva ulica - Predor pod Gradom - Karlovška cesta - Zoisova cesta - Slovenska cesta - Trg OF - Masarykova ulica - Šmartinska cesta - Savska cesta - krožišče Žale - Pokopališka ulica - Kavčičeva ulica - Flajšmanova ulica.

## Režim obratovanja
Linija obratuje vse dni v letu, tj. ob delavnikih, sobotah, nedeljah in praznikih. Avtobusi najpogosteje vozijo ob delavniških prometnih konicah.

### Preglednice časovnih presledkov v minutah
| ura           | 1.9. - 25.6. | 26.6. - 31.8. |
| ------------- | ------------ | ------------- |
| 4.00 - 5.00   | 30           | 30            |
| 5.00 - 6.00   | 20           | 20            |
| 6.00 - 9.00   | 13-15        | 16-18         |
| 9.00 - 12.30  | 18           | 20            |
| 12.30 - 16.00 | 12-15        | 20            |
| 16.00 - 19.00 | 16-20        | 18-20         |
| 19.00 - 20.45 | 18-20        | 20            |
| 20.45 - 22.30 | 15           | 15            |
| 22.30 - 24.00 | 45           | 45            |

| ura           | vse leto |
| ------------- | -------- |
| 4.00 - 5.00   | 30       |
| 5.00 - 10.00  | 30       |
| 10.00 - 15.30 | 20-25    |
| 15.30 - 18.30 | 20-25    |
| 18.30 - 22.00 | 20-25    |
| 22.00 - 24.00 | 45       |

| ura           | vse leto |
| ------------- | -------- |
| 5.00 - 6.00   | 30       |
| 6.00 - 10.30  | 30       |
| 10.30 - 15.30 | 32       |
| 15.30 - 16.30 | 30       |
| 16.30 - 22.00 | 20       |
| 22.00 - 24.00 | 45       |

- Vsako leto ob dnevu reformacije 31. oktobra in prazniku spomina na mrtve 1. novembra linija št. 2 obratuje v 10-minutnih intervalih. V tem času obratujejo nizkopodni zgibni avtobusi. [1]
- V primeru popolne prometne zapore zaradi prireditev v Križankah ima linija 2 predvidljiv stalni obvoz, in sicer na relaciji Slovenska (redna trasa) - Barjanska - Kopačeva - Opekarska - Janežičeva - Karlovška (redna trasa), ter enako v obratni smeri. Avtobusi takrat ustavljajo na vseh rednih postajališčih. Obvoz praviloma traja med 20.00 in 24.00.
- V primeru zapore predora pod Gradom ima linija 2 predvidljiv stalni obvoz, in sicer na relaciji Karlovška (redna trasa) - Roška - Zaloška (redna trasa) in enako v obratni smeri. Avtobusi takrat ustavljajo na vseh rednih postajališčih obvozne trase. Obvoz praviloma traja med 24.00 in 5.00.